# Коллерич, Отто
Отто Коллерич (нем. Otto Kolleritsch; 17 марта 1934, Айхфельд, Зюдостштайермарк — 21 апреля 2023, Грац) — австрийский музыковед, музыкальный педагог и пианист.

## Биография
Отто Коллерич, младший брат писателя, поэта и философа Альфреда Коллерича, вырос в Брунзее в семье лесничего поместья Бруннзее.
Окончил Консерваторию Штирии как пианист и теоретик, параллельно изучая философию в Университете Граца. В 1968 году защитил диссертацию «Томас Манн и музыка».
Составитель сборников «Адорно и музыка» (1979), «Взломанный континуум: Об исторической способности музыки» (нем. Das aufgesprengte Kontinuum: Über die Geschichtsfähigkeit der Musik; 1996), «О, слово, ты, слово, которого нет у меня! О взаимодействии звука и мысли в музыке» (нем. O Wort, Du Wort, das mir fehlt!. Zur Verwobenheit von Klang und Denken in der Musik; 1999) и др.
В 1979—2007 годах (с перерывом в 1987—1991 годах) — ректор Академии музыки и театра Граца. Одновременно учредитель и, в 1970—2002 годах руководитель музыковедческого симпозиума в рамках ежегодного фестиваля авангардной музыки «Штирийская осень» (нем. steirischer herbst). В 1993 году выступил инициатором и основателем Европейского конкурса опер имени Иоганна Йозефа Фукса.
Скончался 21 апреля 2023 года.